# Confédération des associations de football indépendantes
La Confédération des associations de football indépendantes (souvent désignée par l'acronyme ConIFA) a été fondée le 7 juin 2013.
Elle est composée d'équipes représentant des nations et des peuples non représentés, des dépendances, des États non reconnus, des autonomistes, des minorités et des apatrides qui ne sont pas affiliés à la FIFA,,,,,.
Fondée par les fédérations de Rhétie, d'Occitanie, du Québec et de l'Îlam tamoul, la ConIFA rassemble 53 fédérations à travers le monde depuis le 12 août 2019. Basée à Luleå au Comté de Norrbotten en Suède depuis 2013, c'est une association au sens du droit suédois, neutre sur le plan politique et religieux. Son président actuel est l'ancien arbitre international professionnel suédois Per-Anders Blind. Elle organise notamment une Coupe du monde de football ConIFA et une Coupe d'Europe de football ConIFA tous les 2 ans.

## Histoire
La Confédération des associations de football indépendantes (ConIFA) a été fondée le 7 juin 2013.
La ConIFA a organisé pour la première fois la Coupe du monde de football ConIFA en 2014. Il fallut attendre 2022 pour voir la première édition de la Coupe du monde féminine de football ConIFA. Ces deux compétitions se déroulent désormais tous les deux ans.
Première Coupe du monde 2014 et Coupe d'Europe 2015
En 2014, la première Coupe du monde de football ConIFA a eu lieu à Östersund, en Suède, elle est remportée par le Comté de Nice face à l’Île de Man sur un résultat de (0-0, 5 tab à 4),,,.
La première Coupe d'Europe de football Conifa 2015 a eu lieu dans la partie du Pays sicule en Hongrie. Bien que la ConIFA avait annoncé un premier temps que la compétition aurait lieu sur l'Île de Man, mais faute de place pour accueillir les joueurs des sélections, la décision fut prise de déplacé la compétition dans un autre pays,.
La première Coupe d'Europe de football Conifa est remporté par la Padanie contre le Comté de Nice sur un score de 4 à 1,.
Seconde Coupe du monde 2016 et Coupe d'Europe 2017
La seconde Coupe du monde de football ConIFA 2016 a eu lieu en Abkhazie, république séparatiste de Géorgie,,,,. Elle est remportée par l’hôte de la compétition, l'Abkhazie face au Pendjab sur un résultat de (1-1, tab 6-5).
La Coupe d'Europe de football Conifa 2017, elle a lieu en Chypre du Nord du 4 au 11 juin 2017. La Padanie remporte pour la seconde fois la Coupe d'Europe de football ConIFA face à l’hôte de tournoi, Chypre du Nord sur un score de (1-1, tab 4-2).
Troisième Coupe du monde 2018 et Coupe d'Europe 2019
Le 5 avril 2018, la ConIFA annonce un nouveau membre en zone Asie, le 49e membre est la république autonome de Nakhitchevan se trouvant en Azerbaïdjan. Peu de temps après Nakhitchevan est retiré de la ConIFA à la suite de la demande des dirigeants de Nakhitchevan de retirer toutes les sélections au sein de la ConIFA d'origines Arménienne comme l'Arménie Occidentale et le Haut-Karabagh.
La troisième Coupe du monde de football ConIFA 2018 a lieu à Londres, en Angleterre,,. Le 9 juin 2018, la sélection de Ruthénie subcarpathique remporte pour la première fois la troisième Coupe du monde de la ConIFA en battant en finale Chypre du Nord 0-0 
(t.a.b : 3-2),. Le 11 juin 2018, la ConIFA a été informée des commentaires du ministre des Sports de l'Ukraine, Ihor Zhdanov (en), ainsi que la Fédération de football d'Ukraine concernant Karpatalya, vainqueur de la  Coupe du monde de football ConIFA 2018.
Le 28 juillet 2018, une réunion est organisée dans la ville de Stepanakert entre le président de la ConIFA Europe Alberto Rischio, une commission de la ConIFA et Bako Sahakian le président la république d'Artsakh, il a été décidé que la troisième Coupe d'Europe de football Conifa 2019 aura lieu au mois de juin dans le Haut-Karabagh ou la république d'Artsakh. Cette troisième édition passera de 8 à 12 sélections participant au tournoi, avec 4 équipes déjà qualifiées, l’hôte de la compétition le Haut-Karabagh, la Padanie ayant remporté les deux premières éditions (2015 et 2017), Chypre du Nord finaliste de l'édition 2017 et Karpatalya championne du monde 2018.
Le premier match féminin à lieu à Chypre du Nord, le 10 novembre 2018 entre la Laponie et Chypre du Nord. Le match a été annoncé comme la Women's Friendship Cup (it) (depuis 2018). La sélection de Laponie remporte la victoire sur un score de 4 à 0,,,.
Le 19 novembre 2018, la ConIFA annonce son apparition dans le Livre Guinness des records, la Padanie étant l'unique sélection ayant remporté à deux reprises la Coupe d'Europe de football Conifa en 2015 et 2017.
La Coupe d'Europe de football Conifa 2019, à lieu au Haut-Karabagh du 1er juin au 9 juin 2019,. La troisième édition est remportée par l'Ossétie du sud 1 à 0 face à l'Arménie occidentale,.
Pas de compétition de 2020 à 2024
La Coupe du monde de football ConIFA 2020 devait avoir lieu en Macédoine du Nord,, elle aurait dû être la quatrième édition de la Coupe du monde de football qui ne s'est jamais tenue, annulée  en raison de la pandémie de Covid-19,,. 4 ans plus tard en 2024, il est décidé de faire la quatrième édition au Kurdistan en Irak, mais sera également annulé à la suite de problèmes liés à la sécurité.
La Coupe d'Europe de football ConIFA 2021 aurait du être la quatrième édition de la Coupe d'Europe de football ConIFA, elle aurait du avoir lieu à Nice en France du 9 juin au 19 juin 2021. Elle est annulée en raison de la pandémie de Covid-19. La Coupe d'Europe de football ConIFA 2023, aurait du être la quatrième édition de la Coupe d'Europe de football ConIFA, organisée par Chypre du Nord, elle est annulée en raison des séismes de 2023 en Turquie et Syrie.

## Organisation
La ConIFA est une organisation mondiale d'associations à but non lucratif qui soutient les représentants des équipes internationales des nations et des peuples non représentés, des dépendances, des États non reconnus, des autonomistes, des minorités et des Apatrides. Tous ces membres ont bien une équipe officielle de football active pour certaines depuis plusieurs années. Certains, tels les Tuvalu, cherchent à rejoindre la FIFA, mais peinent à remplir les conditions nécessaires en termes d'infrastructures, le Groenland cherche également à rejoindre la FIFA depuis plusieurs années,,. Elle rassemble actuellement 60 fédérations.
Afin de gérer au mieux le football au niveau continental, des confédérations au nombre de six ont vu le jour, avec à sa tête un président par confédération.
Depuis le 7 juin 2013, date de la fondation de la ConIFA, son président est le suédois Per-Anders Blind. En janvier 2017, Per-Anders Blind est réélu pour quatre ans à la tête de la Confédération des associations de football indépendantes. En janvier 2021, il est réélu pour la troisième fois pour quatre ans à la tête de la ConIFA.

## Membres

### Types de membres
La ConIFA utilise expressément le terme « membres » plutôt que « pays » ou « États ». Une association de football peut être éligible pour demander l'adhésion à la ConIFA si elle, ou l'entité (minorité ethnique et/ou linguistique, groupe autochtone, organisation culturelle, territoire) qu'elle représente, n'est pas membre de la FIFA et satisfait à un ou plusieurs des critères suivants :
- L'association de football est membre de l'une des six confédérations continentales de la FIFA, qui sont : AFC, CAF, CONCACAF, CONMEBOL, OFC, UEFA.
- L'entité représentée par l'association de football est membre du Comité international olympique.
- L'entité représentée par l'association de football est membre de l'une des fédérations membres de l'Association des fédérations internationales de sports reconnues par le Comité international olympique par le CIO (ARISF).
- L'entité représentée par l'association de football est en possession d'un code pays ISO 3166-1.
- L'entité représentée par l'association de football est un territoire indépendant de facto. Un territoire est considéré comme indépendant de facto s'il répond à tous les critères suivants : (a) un territoire bien défini ; (b) une population permanente ; (c) un gouvernement autonome ; et (d) une reconnaissance diplomatique par au moins un des États membres des Nations unies.
- L'entité représentée par l'association de football est inscrite sur la liste des territoires non autonomes des Nations unies.
- L'entité représentée par l'association de football est incluse dans le répertoire des pays et territoires du Travelers' Century Club (en).
- L'entité représentée par l'association de football est membre de l'Organisation des nations et des peuples non représentés (UNPO) et/ou de l'Union fédéraliste des communautés européennes (FUEN).
- L'entité représentée par l'association de football est une minorité incluse dans le Répertoire mondial des minorités et des peuples autochtones, maintenu et publié par Minority Rights Group International.
- L'entité représentée par l'association de football est une minorité linguistique dont la langue est inscrite sur la liste des codes ISO 639-2.

### Liste des membres
| Membre                  | Fédération    | Équipe                            |
| Abkhazie                | (Fédération)  | Équipe masculine                  |
| Arménie occidentale     | Fédération    | Équipe masculine                  |
| Canton du Tessin        | Fédération    | Équipe masculine                  |
| Chypre du Nord          | Fédération    | Équipe masculine Équipe féminine  |
| Chamerie                | Fédération    | Équipe masculine Équipe féminine  |
| Cornouailles            | (Fédération)  | Équipe masculine Équipe féminine  |
| Deux-Siciles            | Fédération    | Équipe masculine                  |
| Haut-Karabagh           | Fédération    | Équipe masculine                  |
| Île de Man              | (Fédération)  | Équipe masculine                  |
| Laponie                 | FA Sápmi (en) | Équipe masculine Équipe féminine  |
| Occitanie               | (Fédération)  | Équipe masculine Équipe féminine  |
| Ossétie du sud          | Fédération    | Équipe masculine                  |
| Padanie                 | Fédération    | Équipe masculine Padanie féminine |
| Pays sicule             | (Fédération)  | Équipe masculine Équipe féminine  |
| Rhétie                  | (Fédération)  | Équipe masculine                  |
| Ruthénie subcarpathique | Fédération    | Équipe masculine                  |
| Sardaigne               | (Fédération)  | Équipe masculine                  |

| Membre             | Fédération   | Équipe                           |
| Cachemire          | Fédération   | Équipe masculine                 |
| Hmong              | Fédération   | Équipe masculine                 |
| Îlam tamoul        | (Fédération) | Équipe masculine Équipe féminine |
| Kurdistan          | (Fédération) | Équipe masculine Équipe féminine |
| Pakistan           | Fédération   | Équipe masculine                 |
| Pendjab            | (Fédération) | Équipe masculine                 |
| Tibet              | Association  | Équipe masculine Équipe féminine |
| Turkestan oriental | (Fédération) | Équipe masculine                 |

| Membre  | Fédération   | Équipe           |
| Biafra  | Fédération   | Équipe masculine |
| Kabylie | (Fédération) | Équipe masculine |
| Katanga | Fédération   | Équipe masculine |
| Yoruba  | Fédération   | Équipe masculine |

| Membre         | Fédération   | Équipe                           |
| Cascadie       | (Fédération) | Équipe masculine Équipe féminine |
| Kiskeya        | Fédération   | Équipe masculine                 |
| Kuskatan       | (Fédération) | Équipe masculine                 |
| Mexique (ANBM) | (Fédération) | Équipe masculine                 |

| Membre                             | Fédération | Équipe           |
| Aymaras                            | Fédération | Équipe masculine |
| Communauté arménienne en argentine | Fédération | Équipe masculine |
| État de São Paulo                  | Fédération | Équipe masculine |
| Kuna                               | Fédération | Équipe masculine |
| Mapuches                           | Fédération | Équipe masculine |
| Maule Sur                          | Fédération | Équipe masculine |

| Membre                | Fédération nationale | Équipe nationale |
| Hawaï                 | (Fédération)         | Équipe masculine |
| Papouasie occidentale | (Fédération)         | Équipe masculine |

Anciens membres (12)
| Membre        | Fédération    | Équipe                           |
| Araméens      | Fédération    | Équipe masculine                 |
| Comté de Nice | (Fédération)  | Équipe masculine                 |
| Darfour       | (Fédération)  | Équipe masculine Équipe féminine |
| Donetsk       | (Fédération)  | Équipe masculine                 |
| Groenland     | Fédération    | Équipe masculine Équipe féminine |
| Jersey        | (Fédération), | Équipe masculine                 |
| Kiribati      | Fédération    | Équipe masculine Équipe féminine |
| Lougansk      | Fédération    | Équipe masculine                 |
| Monaco        | Fédération    | Équipe masculine                 |
| Québec        | Fédération    | Équipe masculine Équipe féminine |
| Tuvalu        | Fédération    | Équipe masculine Équipe féminine |
| Zanzibar      | Fédération    | Équipe masculine Équipe féminine |

## Liste des compétitions organisées par la ConIFA

### Compétitions masculines
- Coupe du monde de football ConIFA (depuis 2014)
- Coupe d'Europe de football ConIFA (depuis 2015)
- Coupe d'Afrique de football ConIFA (depuis 2021)
- Coupe d'Amérique de football ConIFA (depuis 2022)
- Coupe d'Asie de football ConIFA (depuis 2023)
- Coupe d'Amérique du Nord de football ConIFA (depuis 2023)

Prochaines compétitions
- Coupe d'Océanie de football ConIFA (Création en 2023)

### Compétitions féminines
- Coupe du monde féminine de football ConIFA (Création en 2022)

Autres tournois
- Women's Friendship Cup (it) (depuis 2018)

### Foot à 5
- Coupe Méditerranéen ConIFA Pas de limites (depuis 2021)

### Football à 7(Handisport)
- Championnat d'Europe ConIFA No Limits (depuis 2019)

### Tenants de titres
| Compétitions                                |                                |
| Coupe du monde de football ConIFA           | Ruthénie subcarpathique (2018) |
| Coupe du monde féminine de football ConIFA  | Laponie (2024)                 |
| Coupe d'Europe de football ConIFA           | Ossétie du Sud (2019)          |
| Coupe d'Afrique de football ConIFA          | Biafra (2022)                  |
| Coupe d'Amérique de football ConIFA         | Maule Sur (2022)               |
| Coupe d'Asie de football ConIFA             | Îlam tamoul (2023)             |
| Coupe d'Amérique du Nord de football ConIFA | ? (2023)                       |
| Coupe Méditerranéen ConIFA Pas de limites   | Comté de Nice (2021)           |
| Championnat d'Europe ConIFA Pas de limites  | Monaco (2019)                  |

## Personnalités importantes

### Président de la ConIFA
|   | Période d'activité     | Nom              | Nationalité |
| - | ---------------------- | ---------------- | ----------- |
| 1 | 7 juin 2013 - en cours | Per-Anders Blind | Suède       |

### Vice-Présidents de la ConIFA
|   | Nom               | Mandat          |
| - | ----------------- | --------------- |
| 1 | Malcolm Blackburn | 2014 - 2016     |
| 2 | Kristof Wenczel   | 2015 - en cours |
| 3 | Dimitri Pagave    | 2016 - en cours |

### Présidents des confédérations de la ConIFA
|   | Nom             | Mandat          |
| - | --------------- | --------------- |
| 1 | Alberto Rischio | 2013 - en cours |

|   | Nom              | Mandat          |
| - | ---------------- | --------------- |
| 1 | Safeen Kanabe    | 2013 - 2017     |
| 2 | Jens Jockel      | 2017 - 2020     |
| 3 | Motoko Jitsukawa | 2020 - 2022     |
| 4 | Ruby Ann Kagaoan | 2022 - en cours |

|   | Nom                                 | Mandat          |
| - | ----------------------------------- | --------------- |
| 1 | Massoud Attai                       | 2013 - 2017     |
| 2 | Justin Walley                       | 2017 - 2020     |
| 3 | Christian Lubasi Luzongo Kalalaluka | 2020 - 2022     |
| 4 | Ngala Maimo Wajiri                  | 2022 - en cours |

|   | Nom                        | Mandat          |
| - | -------------------------- | --------------- |
| 1 | Gonzalo Flores             | 2013 - 2017     |
| 2 | Zam Gutierrez              | 2017 - 2019     |
| 3 | Diego Bartalotta Camarillo | 2019 - en cours |

|   | Nom             | Mandat          |
| - | --------------- | --------------- |
| 1 | Mark Dieler     | 2013 - 2017     |
| 2 | Noah Wheelock   | 2017 - 2020     |
| 3 | Aaron Johnsen   | 2020 - 2024     |
| 4 | Shaun Harris    | 2024 - 2025     |
| 5 | Jaclyn Guenette | 2025 - en cours |

|   | Nom                     | Mandat      |
| - | ----------------------- | ----------- |
| 1 | Charles Reklai Mitchell | 2013 - 2017 |
| 2 | Ben Schultz             | 2017 - 2022 |

### Directrice du football féminin
|   | Nom                    | Mandat                          |
| - | ---------------------- | ------------------------------- |
| - | Cassie Childers        | 6 septembre 2017 - février 2019 |
| 1 | Kelly Lindsey (en)     | février 2019 - 28 février 2020  |
| 2 | Håkan Kuorak           | 28 février 2020 - 2022          |
| 3 | Alary Dalton           | 2022 - 2024                     |
| 4 | Norma Alvares Aguilera | 2024 - en cours                 |

### Secrétaires généraux
|   | Nom             | Mandat                      |
| - | --------------- | --------------------------- |
| 1 | Sascha Düerkop  | 7 juin 2013 - 30 avril 2020 |
| 2 | Jason Heaton    | 30 avril 2020 - 2 août 2021 |
| 3 | Piotr Podlewski | 2 août 2021 - 7 août 2022   |
| 4 | Jeroen Zandberg | 7 août 2022 - en cours      |

## Classement mondial
|   | Nom            | Période                                      |
| - | -------------- | -------------------------------------------- |
| 1 | Padanie        | 31 juillet 2015 - 10 mars 2017 (618 jours)   |
| 2 | Occitanie      | 10 mars 2017 - 10 février 2018 (337 jours)   |
| 3 | Pendjab        | 10 février 2018 - 8 octobre 2018 (240 jours) |
| 4 | Occitanie      | 8 octobre 2018 - 19 février 2020 (499 jours) |
| 5 | Chypre du Nord | 19 février 2020 - ?                          |

|   | Nom     | Période                    |
| - | ------- | -------------------------- |
| 1 | Laponie | 14 juillet 2022 - en cours |